# Marches (Drôme)
Marches ist eine französische Gemeinde im Norden des Département Drôme in der Region Auvergne-Rhône-Alpes.

## Geschichte
Erstmals erwähnt wurde Marches im Jahre 924 als Villa Marcha. Im Spätmittelalter gehörte das Gemeindegebiet wie auch das ganze umliegende Gebiet im Mündungsbereich der Isère in die Rhone zum Herzogtum von Valentinois. Im 14. Jahrhundert wurde das Gebiet den Herren von Taulignan weitergegeben.

## Bevölkerung

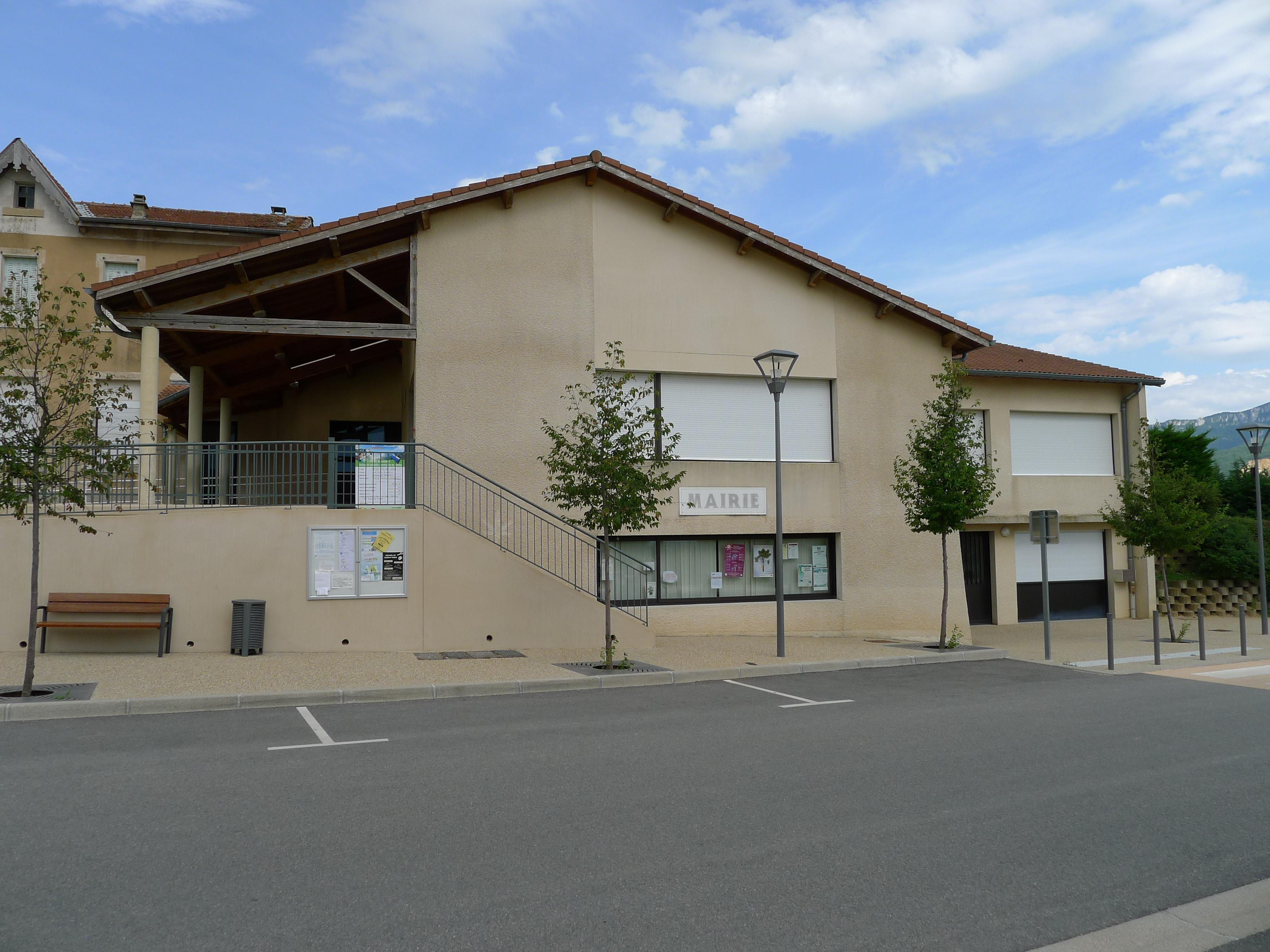
Mairie Marches

Mit 867 Einwohnern (Stand 1. Januar 2022) gehört Marches eher zu den kleineren Gemeinden im Département Drôme. Bei der Volkszählung 1962 wurden noch 409 Bewohner gezählt. In den 1960er und 1970er Jahren stieg die Bevölkerungszahl nur relativ schwach an, seit den 1980er Jahren hat jedoch ein stärkeres Wachstum eingesetzt.
| Jahr                       | 1962 | 1968 | 1975 | 1982 | 1990 | 1999 | 2006 | 2016 |
| -------------------------- | ---- | ---- | ---- | ---- | ---- | ---- | ---- | ---- |
| Einwohner                  | 409  | 433  | 448  | 489  | 560  | 655  | 714  | 789  |
| Quellen: Cassini und INSEE |      |      |      |      |      |      |      |      |